# Воутерс, Энн
Энн Воутерс (Анн Ваутерс, нидерл. Ann Wauters; род. 12 октября 1980 года, Синт-Никлас, Бельгия) — бельгийская профессиональная баскетболистка, которая выступала в Женской национальной баскетбольной ассоциации. Была выбрана на драфте ВНБА 2000 года под общим первым номером командой «Кливленд Рокерс». Играла на позиции центровой. Чемпионка ВНБА 2016 года в составе «Лос-Анджелес Спаркс».

## Карьера
Энн Воутерс начинала играть в баскетбол в возрасте 12 лет. Её международная профессиональная карьера началась сразу же после окончания средней школы. С 1995 по 1998 год она выступала у себя на родине, а затем переехала во Францию. Выступая за клуб «УСВ Олимпик Валансьен» в течение шести сезонов, ей удалось стать четырёхкратной чемпионкой Франции. С 2004 года по 2009 год играла за российский команду ЦСКА. В 2010 году Воутерс подписала контракт с УГМК. В сезоне 2010/2011 Энн временно приостанавливает свою карьеру из-за беременности. В 2011 году она присоединилась к испанскому клубу «Рос Касарес», в составе которого стала победителем Евролиги. Следующий сезон Воутерс провела в турецком чемпионате за «Галатасарай». В 2013 году вновь подписала контракт с УГМК, тем самым вернувшись в екатеринбургский клуб после двухлетнего перерыва.
Выступала на чемпионате мира 2014 года по баскетболу 3×3, выиграла «бронзу» в командном турнире и «серебро» в личном первенстве по штрафным броскам.

## Достижения
- Чемпионка Евролига ФИБА: 2002, 2004, 2005, 2012
- Бронзовый призёр Евролиги: 2014
- Чемпион России (4): 2005, 2006, 2010, 2014
- Серебряный призёр чемпионата России (2): 2007, 2008
- Бронзовый призёр чемпионата России (1): 2009
- Чемпионка  Мировой Лиги: 2007
- Чемпион Франции (4): 2001, 2002, 2003, 2004
- Чемпион Испании (1): 2012
- Серебряный призёр чемпионата Турции (1): 2013
- Обладатель Кубка России: 2006, 2007, 2008, 2010, 2014
- Обладатель Кубка Франции: 2001, 2002, 2003, 2004
- Обладатель Кубка Турции: 2013
- Обладатель Суперкубка Европы: 2013

## Интересные факты
Энн Воутерс владеет голландским, французским и английским языками.